# Каба, Сидики
Сидики Каба (фр. Sidiki Kaba; род. 21 августа 1950, Тамбакунда) — сенегальский юрист, правозащитник и государственный деятель. Премьер-министр Сенегала с 6 марта по 3 апреля 2024 года.

## Биография
Получив степень бакалавра права, философии и современной литературы в Университете Абиджана, он получил степень магистра делового права в Дакарском университете и был принят в коллегию адвокатов Сенегала в 1980 году.

### Юрист и правозащитник
Занимаясь защитой прав человека, он присоединился к сенегальскому отделению Amnesty International в 1979 году и участвовал во многих международных инициативах и организациях: соучредитель межафриканского союза юристов (1982), член правления коллегии адвокатов Сенегала (1985—2000), вице-президент (1987—1995), затем президент (1995—2001) национальной правозащитной организации, представитель Международной федерации прав человека в африканской комиссии по правам человека и народов (1990—1997), соучредитель межафриканского союза прав человека (1992), член-эксперт сенегальского Комитета по правам человека (1995—1997), основатель и первый президент африканского Центра по предотвращению конфликтов и Африканского центра исследований в области прав человека и демократии.
С 1998 по 2001 год был вице-президентом Международной федерации за права человека (FIDH), а затем президентом с 2001 по 2007 год.
В качестве адвоката регулярно защищает активистов и оппозиционных политических деятелей в Сенегале и других франкоязычной странах Африки: Лорана Гбагбо, Симона Гбагбо и более 120 членов ивуарийского народного фронта, Алассана Уаттару в Кот-д’Ивуаре, Идриссу Сек, бывшего премьер-министра Сенегала, Альфа Конде, лидер оппозиции в Гвинее Абдулай Вад и 200 активистов Демократической партии Сенегала и т. д. Он также защищает жертв диктатора чада Хиссена Хабре.
Участвуя во многих общественных битвах, он борется против обрезания и насилия в отношении женщин, за свободу печати, за отмену смертной казни и даже против репрессий в отношении гомосексуалистов.
В 2014 году был избран председателем Ассамблеи государств-участников Международного уголовного суда, сменив Тийну Интелманн на трёхлетний срок полномочий.

### Политика
Каба был назначен министром юстиции в 2013 году в правительстве Аминаты Туре. Возглавил список на парламентских выборах 2017 года, набрал более 55 % голосов. Он был назначен министром иностранных дел в сентябре 2017 года. В марте 2018 года на этой должности Каба посетил Израиль, через год после того, как Сенегал одобрил резолюцию ООН, осуждающую колонизацию территорий, оккупированных Израилем.
6 марта 2024 года президент Маки Саль назначил Кабу премьер-министром Сенегала, чтобы дать возможность своему предшественнику Амаду Ба подготовиться к президентским выборам. После победы оппозиционного кандидата Бассиру Диомая Фая на президентских выборах уходящий президент Саль прекращает свои полномочия 31 марта. 2 апреля его заменил Усман Сонко.